# Përparim Hetemaj
Përparim Hetemaj (Srbica, Yugoslavia, 12 de diciembre de 1986) es un exfutbolista finlandés que jugaba como centrocampista.

## Clubes
| Club                              | País         | Año       |
| --------------------------------- | ------------ | --------- |
| Klubi-04                          | Finlandia    | 2004      |
| HJK Helsinki                      | Finlandia    | 2005-2006 |
| AEK Atenas F. C.                  | Grecia       | 2006-2009 |
| Apollon Kalamarias F. C. (cedido) | Grecia       | 2008      |
| F. C. Twente                      | Países Bajos | 2009-2010 |
| Brescia Calcio                    | Italia       | 2010-2011 |
| A. C. ChievoVerona                | Italia       | 2011-2019 |
| Benevento Calcio                  | Italia       | 2019-2021 |
| Reggina 1914                      | Italia       | 2021-2022 |
| HJK Helsinki                      | Finlandia    | 2022-2023 |

## Palmarés

### Títulos nacionales
| Título                       | Club         | País         | Año     |
| ---------------------------- | ------------ | ------------ | ------- |
| Copa de Finlandia            | HJK Helsinki | Finlandia    | 2009    |
| Eredivisie                   | F. C. Twente | Países Bajos | 2009-10 |
| Veikkausliiga                | HJK Helsinki | Finlandia    | 2022    |
| Copa de la Liga de Finlandia | HJK Helsinki | Finlandia    | 2023    |
| Veikkausliiga                | HJK Helsinki | Finlandia    | 2023    |